# Rainer Barzel
Rainer Candidus Barzel, nemški politik, * 20. junij 1924, Braunsberg, Vzhodna Prusija, † 26. avgust 2006, München.
Barzel je bil 1971-73 predsednik CDU (Krščanskodemokratske unije), Minister za mednemške odnose (1982-83) in predsednik Bundestaga (1983-84).